# Chelidoperca lecromi
Chelidoperca lecromi är en fiskart som beskrevs av Pierre Fourmanoir 1982. Chelidoperca lecromi ingår i släktet Chelidoperca och familjen havsabborrfiskar. Inga underarter finns listade i Catalogue of Life.